# Gare de Conlie
Gare de Conlie – przystanek kolejowy w Conlie, w departamencie Sarthe, w regionie Kraj Loary, we Francji.
Został otwarty w 1855 przez Compagnie des chemins de fer de l'Ouest. Dziś jest przystankiem kolejowym Société nationale des chemins de fer français (SNCF) obsługiwanym przez pociągi TER Pays de la Loire kursujących między stacjami Le Mans, Laval i Rennes.